# Festa dei Tulipani Canadese
Il Festival dei Tulipani Canadese è un festival che si svolge attualmente a Maggio in Ottawa, Ontario, Canada. Esso si afferma il più grande festival dei tulipani al mondo, avendo un'esposizione di un milione di tulipani, e un pubblico di oltre 650.000 visitatori annuali. Le grandi esposizioni di tulipani sono piantate in tutta la città.

## Storia
Nel 1945, I Sovrani dei Paesi Bassi inviarono 100.000 bulbi di tulipano ad Ottawa a ringraziare i canadesi per aver messo al riparo la futura Regina Juliana e la sua famiglia per i passati 3 anni durante la quale ci fu occupazione nazista dei Paesi Bassi durante la seconda guerra mondiale. Nel 1946, Juliana ha inviato altri 20.500 bulbi e ne promise di invarne altri 10.000 l'anno seguente.

### Inizio del Festival

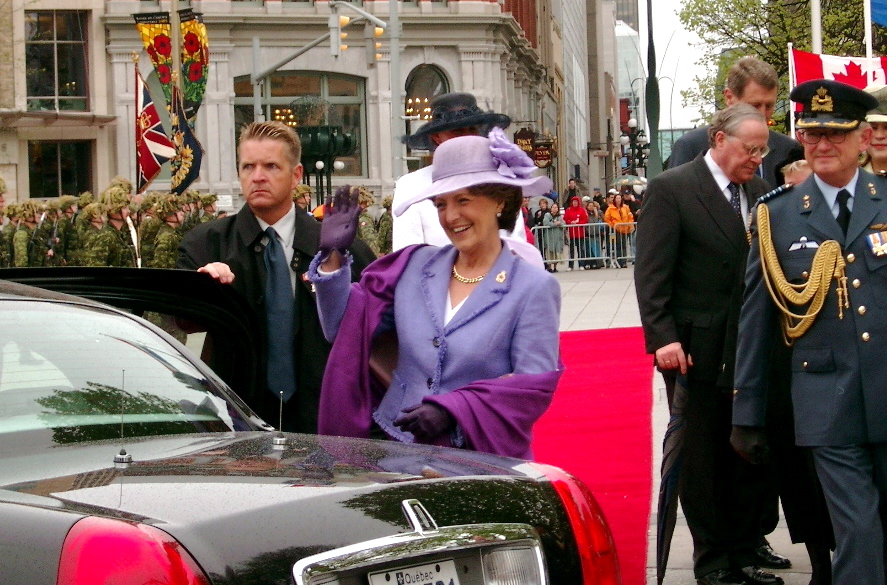
La principessa Margriet ad Ottawa per partecipare al Festival dei Tulipani Canadese nel Maggio del 2002.

Negli anni a seguire delle donazioni della Regina Juliana, Ottawa divenne famosa per i suoi tulipani e nel 1952 Ministero dell'Industria e Commercio in Ottawa insieme al fotografo Malak Karsh orgarizzarono il primo "Festival Canadese dei Tulipani". La Regina Juliana ritorno in Canada per celebrare il festival nel 1967, e la Principessa Margriet ritornò nel 2002 per celebrare il 50º anniversario del festival.

## Luoghi e temi del festival
Luoghi ufficiali
- Lansdowne Park – The Art & Culture Tulip Experience
- Commissioners Park – Dow's Lake -  The Garden Tulip Experience;
- ByWard Market – The Urban Tulip Experience;
- Garden Promenade – The Community Tulip Experience
- Zibi Gatineau - The Culinary Tulip Experience

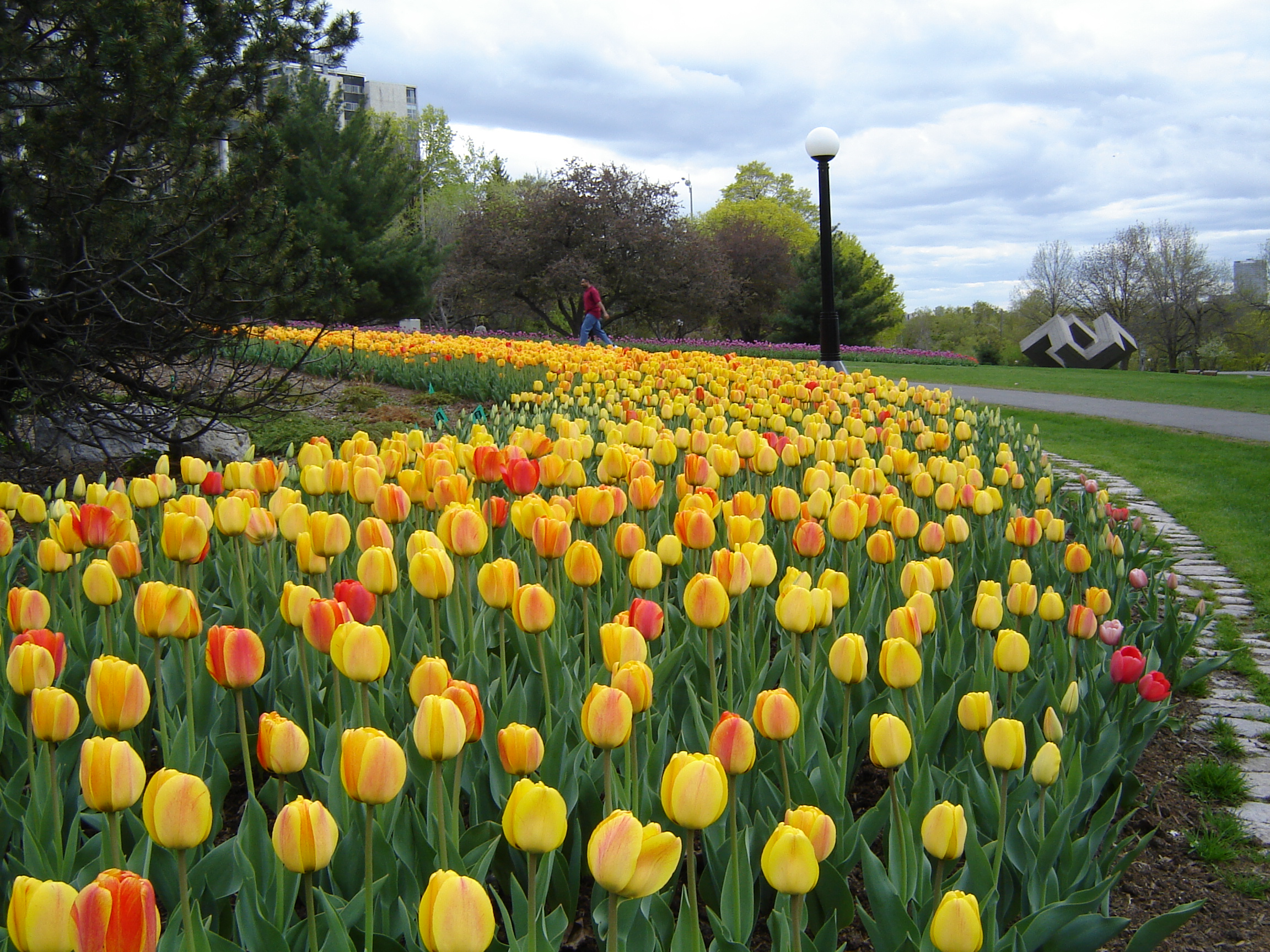
2005 Giardino delle Province e Territori

Luoghi di attrazione
- Canadian Museum of Nature2005 Giardino delle Province e Territori
- National Gallery of Canada
- Royal Canadian Mint
- Library and Archives Canada
- Canadian War Museum
- Canadian Museum of Civilization